# معهد الأعمال الدولية
أسس ألتييرو سبينيلي في عام 1965 معهد الأعمال الدولية (Istituto Affari Internazionali في الإيطالية) (الاسم المختصر IAI) منظمة لا تهدف إلى الربح –وكان أول مدير لها. وقد أسهم كل من مؤسسة أوليفيتي وجمعية الثقافة والسياسة "II Mulino) "Le Moulin) ومركز أبحاث الشمال والجنوب، بالإضافة إلى الدعم الجوهري لمؤسسة فورد في إقامة هذا المعهد.
ولقد استلهم سينيللي فكرته هذه، من نموذج بيوت الخبرة الأنجلو ساكسونية، إذ أنشأ منظمة خاصة مرنة تختلف عن المعاهد الجامعية والمراكز البحثية الحكومية أو الوزارية. غير أنها تمتاز بالقدرة ذاتها على التفاعل والتعاون مع الحكومات والإدارة العامة والجهات الفاعلة الاقتصادية القومية والمراكز الجامعية الأجنبية. وقد ظلت هذه الخواص تمثل نقاط القوى التي يمتاز بها اليوم معهد الأعمال الدولية.
أهداف المعهد الثلاث الرئيسية: البحث، إعداد الأفكار والاستراتيجيات السياسية، توفير التأهيل اللازم حول المسائل المتعلقة بالعلاقات الدولية ونشرها. كما يهدف المعهد إلى إتاحة الفرصة للبلدان كافة إلى التوجه صوب منظمة فوق قومية وصوب الحرية الديمقراطية والعدالة الاجتماعية (النظام الأساسي IAI، المادة 1)

## النشاطات البحثية
يرتكز البحث على المواقع المواضيعية التالية:
- مؤسسات الاتحاد الأوروبي وسياساته
- تركيا
- الأمن والدفاع
- العلاقات عبر الأطلسية
- شمال أفريقيا والشرق الأوسط
- الاقتصاد الدولي
- السياسة الخارجية الإيطالية

يضم فريق البحث ثلاثين باحثًا، من بينهم 10 مديري مشروعات أو أقسام.
تتم غالبية المشروعات البحثية بالتعاون مع معاهد أخرى تتسم بخصائص مماثلة.

## إصدارات المركز
- تصدر كل أربعة أشهر باللغة الإنجليزية حول المسائل المتعلقة بالعلاقات الدولية وتخضع للجنة قراءة. تصدر عن Routledge (روتليدج) (Taylor & Francis Group) منذ عام 2007.
- (كراسات معهد الأعمال الدولية): سلسلة من الأفرودات القصيرة تتناول مسائل تتعلق بالعلاقات الدولية باللغة الإيطالية أو الإنجليزية.
- (معهد الأعمال الدولية أوراق بحثية): سلسلة من الأفرودات تتناول مسائل تتعلق بالعلاقات الدولية باللغة الإنجليزية.
- (الأعمال الدولية): مجلة إلكترونية باللغة الإيطالية في السياسات والاستراتيجية والاقتصاد

بالإضافة إلى ذلك، يدير معهد الأعمال الدولية موقعين إلكترونيين:
- الموقع الرسمي لمعهد الأعمال الدولية
- موقع المجلة الإلكترونية التي تحمل الاسم ذاته

## روابط خارجية
- الموقع الرسمي لمعهد الأعمال الدولية